# 오스트리아 제국
오스트리아 제국(독일어: Kaiserthum Österreich 카이저르툼 외스터라이히[*])은 나폴레옹이 프랑스 제1제국을 선포하자 이에 맞서 프란츠 2세가 1804년 신성 로마 제국 내의 합스부르크가 영지를 통합하면서 선포한 제국이다. 1806년 신성 로마 제국이 해체될 때까지 오스트리아 제국은 신성 로마 제국의 구성국이었다. 오스트리아 제국은 러시아 제국과 영국에 이어 유럽에서 세번째로 인구가 많은 군주국이었으며, 영토 면에서도 러시아 제국과 프랑스 제1제국에 이어 세번째로 큰 제국에 해당되었다.
헝가리 왕국의 경우 제국 내 독립국으로서 나머지 지역과는 별도로 자체적인 통치가 이루어졌다. 1866년 프로이센-오스트리아 전쟁에서 패배한 뒤 1867년 오스트리아-헝가리 타협이 이루어지며 헝가리 왕국과 오스트리아 왕국이 공동군주국으로서 오스트리아-헝가리 제국을 형성하게 되었다.

## 역사

### 성립
1804년 나폴레옹이 프랑스 황제로 즉위하여 프랑스 제국 성립을 선포하자, 이에 대항하여 신성 로마 제국의 황제인 프란츠 2세는 오스트리아 대공국을 중심으로 신성 로마 제국 영역 안의 자신의 영지뿐만 아니라 바깥에 있는 영지까지 포함한 지역을 오스트리아 제국으로 승격시킨다. 프란츠 2세는 신성 로마 제국의 제위를 그대로 유지하면서 오스트리아 제국의 프란츠 1세로 즉위한다. 1805년 오스트리아를 포함한 제3차 대프랑스 동맹을 대파한 나폴레옹은 신성 로마 제국 내 대부분의 소국을 복속시켜 라인동맹을 만들었다. 이에 따라 황제는 1806년 신성 로마 제국을 해체하는데, 이 때문에 그는 독일 역사상 최초이자 마지막인 이중황제(Doppellkaiser)가 된다.
1809년 프랑스와의 전쟁에서 패배하여 수도 빈까지 점령당한 오스트리아는 나폴레옹에 굴복하여, 1810년에는 프란츠 1세의 딸인 마리 루이즈가 나폴레옹과 혼인하게 된다. 그러나 1813년 오스트리아는 다시 프랑스와 싸워 라이프치히 전투에서 프랑스를 결정적으로 패배시키고 프랑스군을 독일 지역에서 몰아냈다. 1814년 파리를 점령하였고, 나폴레옹의 제국은 붕괴된다.
오스트리아 제국은 1814년부터 1815년까지 열린 빈 회의를 이끌며 롬바르디아, 티롤, 달마티아, 베네치아 등의 영토를 회복했을 뿐 아니라, 독일 내 여러 군소 국가들의 맹주이자 유럽 최강대국으로서의 지위를 다시 확인했다.

### 민족주의의 소용돌이

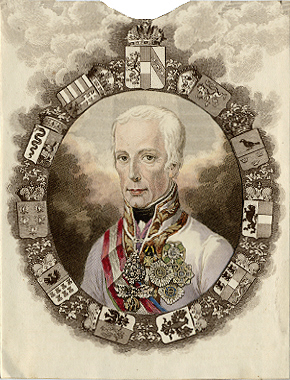
프란츠 2세.

오스트리아 제국은 나폴레옹에 대항한 전쟁에서 결국 승리했지만, 프랑스 혁명의 유산으로서 전 유럽으로 확산된 자유주의와 민족주의를 막을 수 없었다.
나폴레옹 몰락 이후 오스트리아의 메테르니히는 빈 체제를 주도하며 보수적 구체제로의 복원을 시도하였고, 1820년대 이후 각종 자유주의, 민족주의 사상을 철저히 탄압하였다.
그러나 단순히 합스부르크 왕가가 소유한 영토의 집합에 불과했던 다민족국가 오스트리아의 결속력은 약했고, 제국 내에서 자유주의와 민족주의가 퍼지면서 여러 민족들의 독립운동이 격화되자 오스트리아 제국은 내부적으로 혼란한 상황에 놓인다.

### 1848년 혁명
민족주의의 바람이 제국 전역을 휩쓸면서 각 민족의 분리 요구는 거세졌고, 다민족 국가인 제국의 붕괴를 막기 위해서는 정치체제의 변화가 필요했다. 이탈리아와 독일 지역에서 축출된 후 동쪽 지역의 발전을 모색했던 오스트리아 제국은 헝가리인들과 타협을 하게 됐다.
헝가리인들은 1840년부터 자치를 요구하며 혁명을 일으켰다. 한때 러시아가 헝가리인들의 반란을 진압한 바 있었으나 오히려 헝가리인의 단결만 낳았다.
1848년 프랑스에서 2월 혁명이 일어나 루이 필리프의 제정이 전복되자, 그 여파로 오스트리아에서도 자유주의 운동이 일어났다. 3월부터 빈을 포함한 대도시에서 황제의 무능함과 보수적 정치체제에 반발하여 소요 사태가 발생했고, 그 결과 수상 메테르니히가 실각하고 황제 페르디난트 1세도 퇴위한다. 새로운 황제로 페르디난트 1세의 조카인 프란츠 요제프 1세가 즉위하였다.

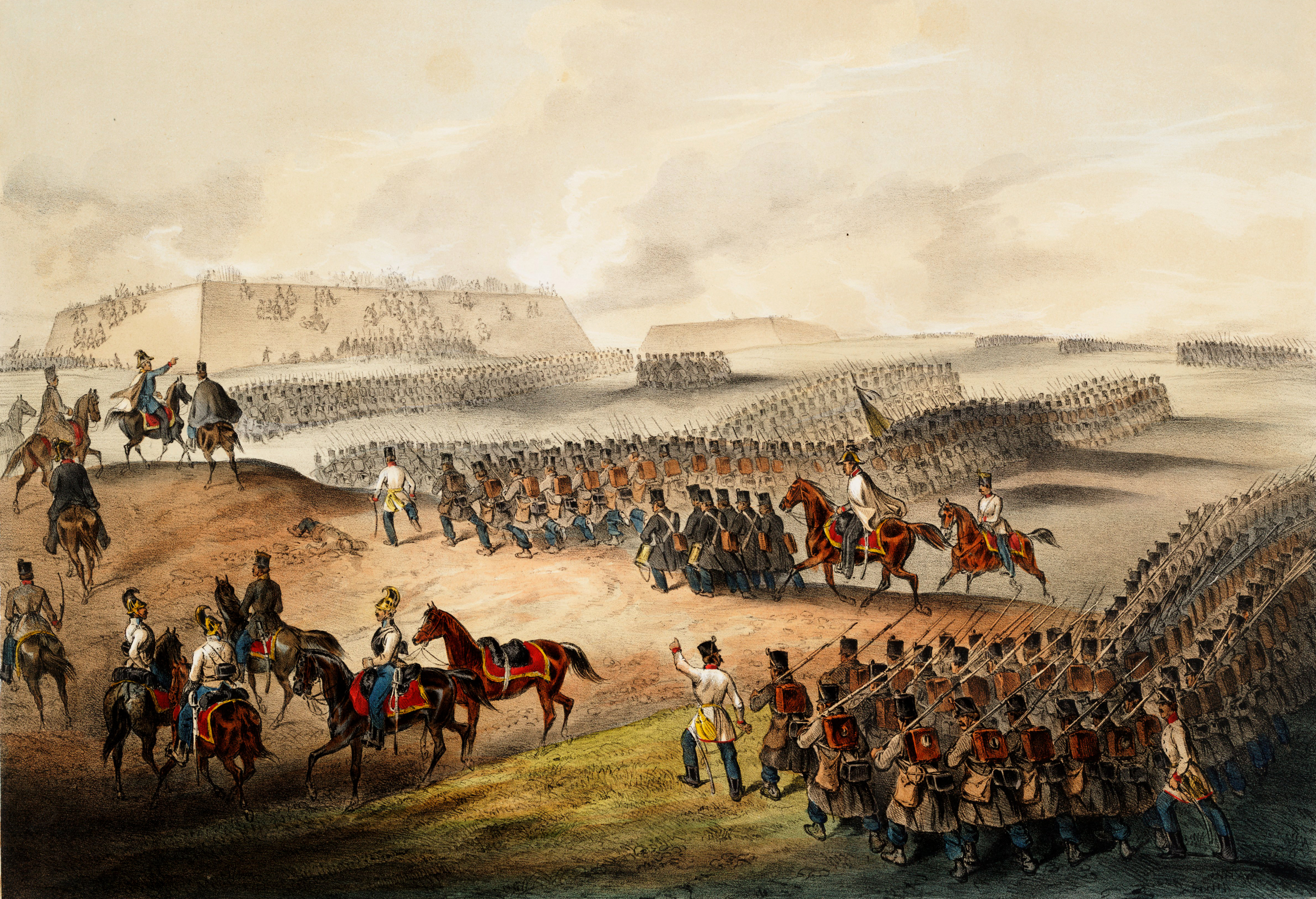
1849년 헝가리 혁명의 코마롬 전투

이후 1848년 3월부터 1849년 11월까지 오스트리아 제국은 빈체제 대항 혁명에 직면하였다. 각 반군은 민족주의적 성격을 띄고 있었으며, 자유주의나 사회주의 세력 역시 오스트리아 제국의 오랜 보수주의 체제에 저항하였다. 이들 중 대다수는 실패로 끝났으나 제국의 개혁을 이끌어내어, 농노제를 폐지하고 검열을 철폐하며, 제국 전역에 헌법을 시행하겠다는 페르디난트 1세 황제의 약속이 이루어지기도 하였다.

### 이중제국으로의 전환
1861년에는 2월 칙허로도 불리우는 1861년 헌법이 제정되어, 상원 성격의 귀족원 (Herrenhaus)과 하원 성격의 대의원 (Abgeordnetenhaus)를 개원하여 민중의 불만을 반영하고자 하였다. 그러나 제국 내 대다수 민족들은 여전히 제국통치체제에 불만을 갖고 있었다.
외부적으로도 민족주의의 확산은 이탈리아와 독일의 통일 운동을 자극함으로써, 오스트리아의 영향력을 감소시켰다. 프랑스의 지원을 받는 사르데냐 왕국과의 싸움에서 패배하여 이탈리아 지역에서의 기존 지배력을 잃은데 이어, 독일의 맹주 자리를 놓고 1866년 벌인 프로이센-오스트리아 전쟁에서도 패배한다. 이는 신성 로마 제국 이후 독일의 중심 국가로서의 역할을 했던 오스트리아가 독일 제국의 범위에서 배제되는 결과를 가져온다. 뿐만 아니라, 독일 통일 과정에서 프로이센과 이탈리아가 동맹을 맺으면서 오스트리아 제국은 북부 이탈리아의 베네토주 지역을 신생 이탈리아 통일왕국에게 상실하게 된다.
1864년 덴마크와의 제2차 슐레스비히 전쟁에서 오스트리아 제국은 홀슈타인을 새 영토로 획득하였고, 슐레스비히와 라우엔부르크는 프로이센 왕국의 영토로 편입되었다. 하지만 이 시점에서도 내정 문제는 계속되고 있었다. 오스트리아 제국 17주에서는 중앙의회를 대신하여 자체 의회를 설치하였으며, 헝가리인들은 계속해서 자치권에 목소리를 높여나갔다.
프로이센-오스트리아 전쟁 패배 후인 1867년 5월 29일, 프란츠 요제프 1세는 헝가리의 귀족들과 타협하여 오스트리아-헝가리 제국으로 발전하게 되었다. 이 대타협으로 오스트리아 왕국과 헝가리 왕국은 별개의 실체로서 동등한 국격으로 합병하여 오스트리아-헝가리 이중군주국을 형성하게 되었다.

## 정치

### 군주

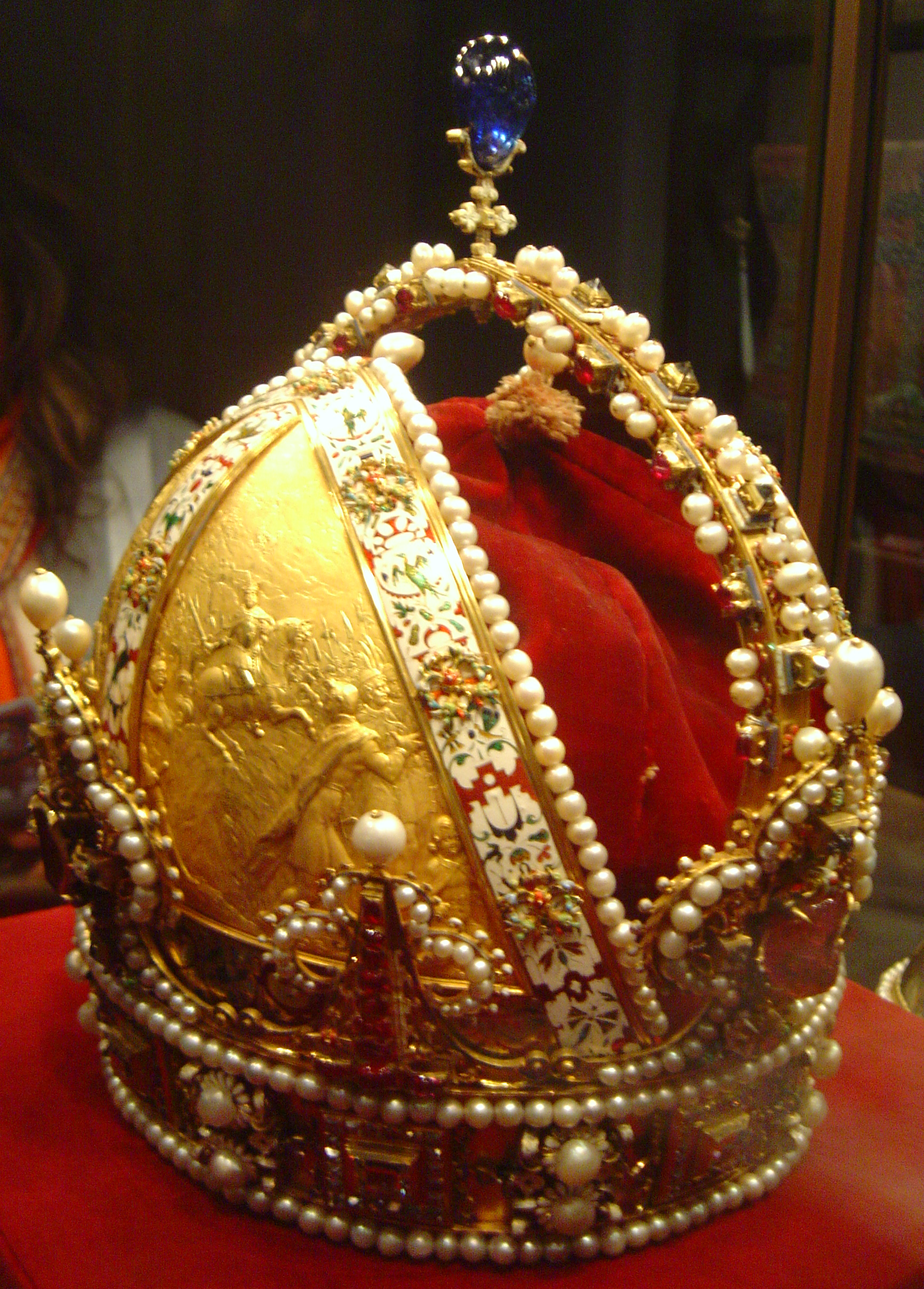
오스트리아 황제의 관

전제군주제를 채택했다. 이후 대타협때 이중제국으로 바뀌게 되면서 입헌군주제가 되었다.
다음은 오스트리아 제국의 역대 카이저 (황제) 목록이다.
- 1804년 - 1835년 프란츠 1세 (1768-1835)
- 1835년 - 1848년 페르디난트 1세 (1793-1875)
- 1848년 - 1916년 프란츠 요제프 1세 (1830-1916)
  - 1867년부터는 오스트리아-헝가리의 카이저

### 국가와 국기
국가는 하이든이 프란츠 카이저에게 헌상한 "하느님, 프란츠 카이저를 지켜 주소서"이다. 여기서 프란츠는 신성 로마 제국의 프란츠 2세, 다시 말해 오스트리아 제국의 초대 황제인 프란츠 1세를 가리킨다.
가사는 1835년, 1836년, 1848년, 1853년에 개정되었다. 오스트리아-헝가리 제국의 국가는 1853년 당시의 가사를 사용했다.

국기의 경우 15세기 합스부르크가가 신성로마황제로 등극하면서 사용되기 시작한, 흑색과 금색의 합스부르크 상징기를 사용하였으며 1804년 공식 채택되어 1918년까지 사용하였다. 이밖에도 아래와 같은 국기가 사용되었다.

간소화된 국장을 사용한 오스트리아 황제기. 1915년 오스트리아-헝가리 시대까지 사용되었다.
세부화된 국장을 사용한 오스트리아 황제기. 1915년 오스트리아-헝가리 시대까지 사용되었다.
1786년부터 1869년까지 상선기, 1786년부터 1915년까지 해군기 및 전시기로 사용된 국기

## 영토

1866년~1867년의 오스트리아 제국

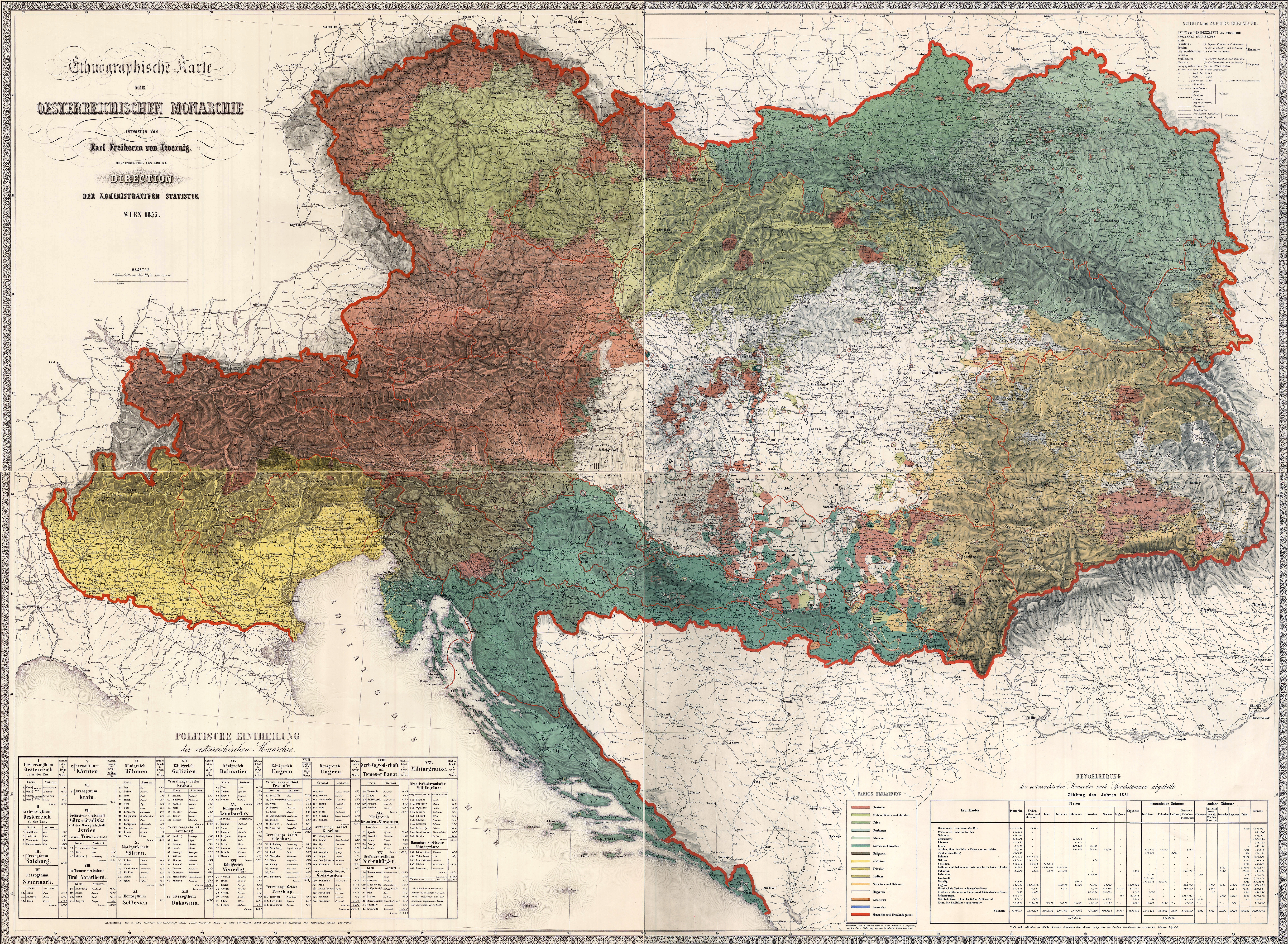
1855년 오스트리아 제국의 민족 구성

다음은 오스트리아 제국의 왕령지이다. 1815년 빈 회의 이후 1848년 혁명과 1860년 10월 칙령에 따른 지방정부 개편까지 모두 포함하였다.
- 오스트리아 대공국(Erzherzogtum Österreich)
  - 하오스트리아 대공국(Erzherzogtum Österreich unter der Enns)
  - 상오스트리아 대공국(Erzherzogtum Österreich ob der Enns)
- 잘츠부르크 공국(Herzogtum Salzburg), 1815년~1850년 하오스트리아 대공국의 잘차흐구역 (Salzachkreis)
- 슈타이어마르크 공국(Herzogtum Steiermark)
- 티롤 후백국과 포어아를베르크(Gefürstete Grafschaft Tirol mit dem Lande Vorarlberg), 1861년 분할
- 일리리아 왕국(Königreich Illyrien), 1849년/1850년 분할
  - 케른텐 공국(Herzogtum Kärnten)
  - 카르니올라 공국(Herzogtum Krain)
  - 연안 지대(Küstenland)
    - 고리치아 그라디스카 후백국(Gefürstete Grafschaft Görz und Gradisca)
    - 트리에스테 제국자유시(Triest)
    - 이스트리엔 변경(Markgrafschaft Istrien)
- 보헤미아 왕관령
  - 보헤미아 왕국(Königreich Böhmen)
  - 모라바 변경백국(Markgrafschaft Mähren)
  - 실레시아 공국(Herzogtum Schlesien)
- 갈리치아 로도메리아 왕국(Königreich Galizien und Lodomerien) with
  - 부코비나 공국(Herzogtum Bukowina), 1850년 분할
- 달마티아 왕국(Königreich Dalmatien)
- 헝가리 왕국(Königreich Ungarn)
  - 크로아티아 왕국(Königreich Kroatien)
  - 슬라보니아 왕국(Königreich Slawonien)
  - 피우메시 권역(Stadt Fiume mit Gebiet), 1779년 헝가리 왕국으로부터 별개구역으로 분할, 1809년 프랑스 제1제국기 일리리아주, 이후 일리리아 왕국으로 존속하다 1822년 헝가리 왕국에 소속, 1849년 크로아티아 왕국으로 이전
- 롬바르디아 베네치아 왕국(Lombardo-Venezianisches Königreich), 1859년/1866년 상실
- 트란실바니아 대공국(Großfürstentum Siebenbürgen)
- 세르비아 티미슈 공국(Woiwodschaft Serbien und Temescher Banat), 1849년 신설, 1860년 헝가리 왕국과 슬라보니아에 통합
  - 세르비아 보이보디나, 1848년~1849년 사실상의 개별국이나 공식 승인받지 못함
  - 테메슈바르 바나트 (바나트)
- 군정국경지대(Militärgrenze)
  - 크로아티아 군정국경지대(Kroatische Militärgrenze)
  - 슬라보니아 군정국경지대(Slawonische Militärgrenze)
  - 바나트 군정국경지대(Banater Militärgrenze)
  - 트란실바니아 군정국경지대(Siebenbürger Militärgrenze), 1853년 트란실바니아에 합병

합스부르크 왕가의 옛 영토였던 외스터라이히 (오늘날의 프랑스, 독일, 스위스)는 이미 1805년 프레스부르크 평화조약으로 영토에서 상실되었다. 1850년부터 크로아티아, 슬라보니아, 군정국경지대는 별개의 지방군사행정과 대표를 둔 단일 영토를 이루었다.
헝가리, 크로아티아, 슬라보니아, 트란실바니아, 롬바르디아베네치아, 군정국경지대를 제외한 나머지 영토는 크라이제 (Kreise, 관구)로 불리는 행정구역으로 나뉘었다. 크라이제는 18세기 마리아 테레지아 통치기에 도입된 행정 구역이다. 1848년 혁명 이후 크라이제 외에 또다른 근대적 행정구역을 도입하려는 시도가 있었으나 얼마가지 못했다. 다만 1853년~1854년 알렉산데르 폰 바흐 공작의 개혁으로 크라이제 체계를 '암츠베르처크' (Amtsberzirke)라 부르는 세부구역으로 대체하여 1867년까지 유지되기도 하였다.
1848년 혁명 이후 개혁 과정에서 1851년 트란실바니아에 크라이제가 도입되었으며, 세르비아주와 테메슈바르 바나트도 크라이제로 분할되었다.

## 문화
1804년부터 1867년까지의 기간은 나폴레옹 이후 근대 유럽 세계가 형성되던 격변의 시기였지만, 문화적으로 찬란한 유산을 남긴 시기이기도 하다. 오스트리아 제국도 예외가 아니었다.
이 시기 빈에서는 슈베르트와 체르니와 같은 작곡가가 활동 중이었고, 독일의 베토벤 역시 빈으로 옮겨와서 죽을 때까지 이곳에서 작품활동을 하였다. 요한 슈트라우스 1세, 요한 슈트라우스 2세도 이 시기 오스트리아 제국 출신이며, 헝가리의 피아니스트 프란츠 리스트 역시 오스트리아 제국에서 활동했다.
문학에서는 프란츠 그릴파르처가 이 시기의 대표적 극작가이다.
한편 오스트리아 제국의 수도사 그레고어 멘델은 멘델의 유전법칙을 발견했으며, 크리스티안 도플러는 도플러 효과를 발견했다.

## 같이 보기
- 합스부르크 군주국
- 오스트리아-헝가리 제국